# Vincenc Vinař
Vincenc Vinař (28. října 1874 Podůlšany – 12. července 1915 Hradec Králové) byl rakouský a český politik, na počátku 20. století poslanec Českého zemského sněmu.

## Biografie
Narodil se v rodině sedláka v Podůlšanech Františka Vinaře a jeho manželky Anny, rozené Jandové. Byl statkářem v Sedlici u Hradce Králové. Cestoval a získal četné zkušenosti v zahraničí.
Na počátku století se zapojil i do zemské politiky. V volbách v roce 1908 byl zvolen do Českého zemského sněmu v kurii venkovských obcí, obvod Hradec Králové, Nechanice. Politicky se uvádí coby člen České agrární strany. Na sněmu byl členem stále školské komise. Kvůli obstrukcím se však sněm ve svém plénu po roce 1908 fakticky nescházel.
Dne 5. června 1899 se v Probluzi oženil s Marií Kadečkovou (1878–??), dcerou místního statkáře.
Zemřel v červenci 1915 ve věku 40 let. Jeho ostatky byly zpopelněny v Žitavě.